# الطريق الجهوية رقم 46 (تونس)
الطريق الجهوية رقم 46 أو ط ج 46 طريق ثانوية تونسية تصل بين الطريق الوطنية رقم 4 والطريق الوطنية رقم 12.